# Serafino Speranza
Serafino Speranza (Sulmona, 23 marzo 1884 – 26 febbraio 1975) è stato un avvocato e politico italiano.
Avvocato penalista, fu giovanissimo consigliere provinciale ed eletto al Parlamento Italiano nelle liste del Partito Popolare nel periodo compreso tra il primo dopo guerra e l'avvento del fascismo. Presidente del Comitato che organizzò le iniziative culturali in occasione della ricorrenza del Bimillenario Ovidiano.